# Dmitrij Gurevič
Dmitrij Borisovič Gurevič, in russo Дмитрий Борисович Гуревич? (Mosca, 11 settembre 1956), è uno scacchista statunitense di origine sovietica.
Nel 1980 emigrò negli Stati Uniti, stabilendosi a New York.
Ottenne il titolo di Maestro Internazionale nel 1981 e di Grande Maestro nel 1983.

## Principali risultati
Ha vinto quattro volte (da solo o ex æquo) il Campionato statunitense open (1988, 1994, 2009 e 2012).
Nel 1992 si classificò secondo nel Campionato statunitense assoluto, dietro a Patrick Wolff.
Ha avuto particolare successo nel National Open di Las Vegas, vincendolo (da solo o ex æquo) nel 1985, 1986, 1990, 1991, 1996, 1997 e 2005.
Ha ottenuto il suo massimo rating FIDE nel gennaio del 1997, con 2580 punti Elo.